# Морозов, Игорь Анатольевич (певец)
И́горь Анато́льевич Моро́зов (род. 4 декабря 1948, Днепропетровск, УССР) — оперный певец (баритон), народный артист РСФСР (1991).

## Биография
В возрасте 16 лет поступил в Московскую консерваторию имени П. И. Чайковского, по окончании которой был принят стажёром в труппу Кировского, а два года спустя, в 1975 году — Большого театра, где проработал до 1991 года. Лауреат международного конкурса в Софии (1979).
В Большом театре исполнил ведущие роли отечественного и зарубежного баритонального репертуара: «Евгений Онегин», Роберт («Иоланта»), Лионель («Орлеанская дева»), Елецкий («Пиковая дама»), Мизгирь («Снегурочка»), Андрей Болконский («Война и мир»), Фердинанд (Дуэнья), Чичиков («Мёртвые души»), Фигаро («Севильский цирюльник»), Жермон («Травиата»), Агамемнон («Ифигения в Авлиде»), Граф ди Луна («Трубадур») и многие другие.
C 1991 года, после переезда в Цюрих, Швейцария, Игорь Морозов начал исполнять роли драматического репертуара — Риголетто, Набукко, Симон Бокканегра в операх Джузеппе Верди, Скарпиа в опере Джакомо Пуччини «Тоска» и Мазепа в опере П. И. Чайковского в театрах «Ла Скала» (Милан), Немецкая опера (Берлин), Государственная опера Унтер-ден-Линден (Берлин), Венская государственная опера, Брегенский фестиваль в Австрии.
Морозов принимал участие в записи ряда опер, в числе которых «Беатриче ди Тенда» В. Беллини, «Анна Болейн» Г. Доницетти с Эдитой Груберовой, «Трубадур» Дж. Верди, «Снегурочка» Н. А. Римского-Корсакова (под управлением А. Лазарева), «Паяцы» (Большой театр, дирижёр Альгис Жюрайтис).

## Признание
- 1984 — Заслуженный артист РСФСР[2]
- 1991 — Народный артист РСФСР
- 2002 — номинант Международной Академии рейтинговых технологий и социологии «Золотая Фортуна» (Украина)[3]